# Alto
O altistă sau o voce de alto este o cântăreață al cărei întindere vocală corespunde registrului grav (cel mai jos). Termenul este folosit mai ales în legătură cu interpretele de operă, deși altistele sunt prezente în toate genurile muzicale.

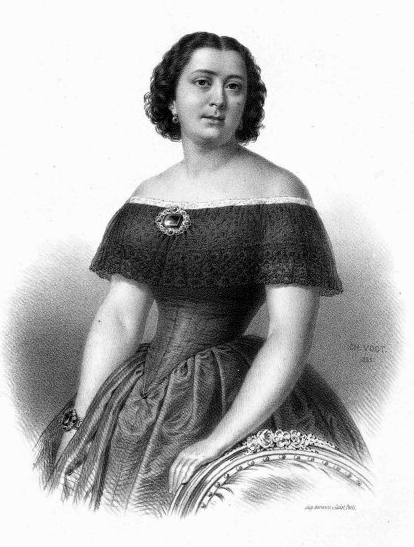
Marietta Alboni, una dintre cele mai apreciate altiste ale secolului XIX.

Termenul alto se poate folosi și în privința unei voci bărbătești de contratenor – contratenorul alto (nu altist) este cel al cărui ambitus corespunde celui de altistă.